# 西村哲二郎

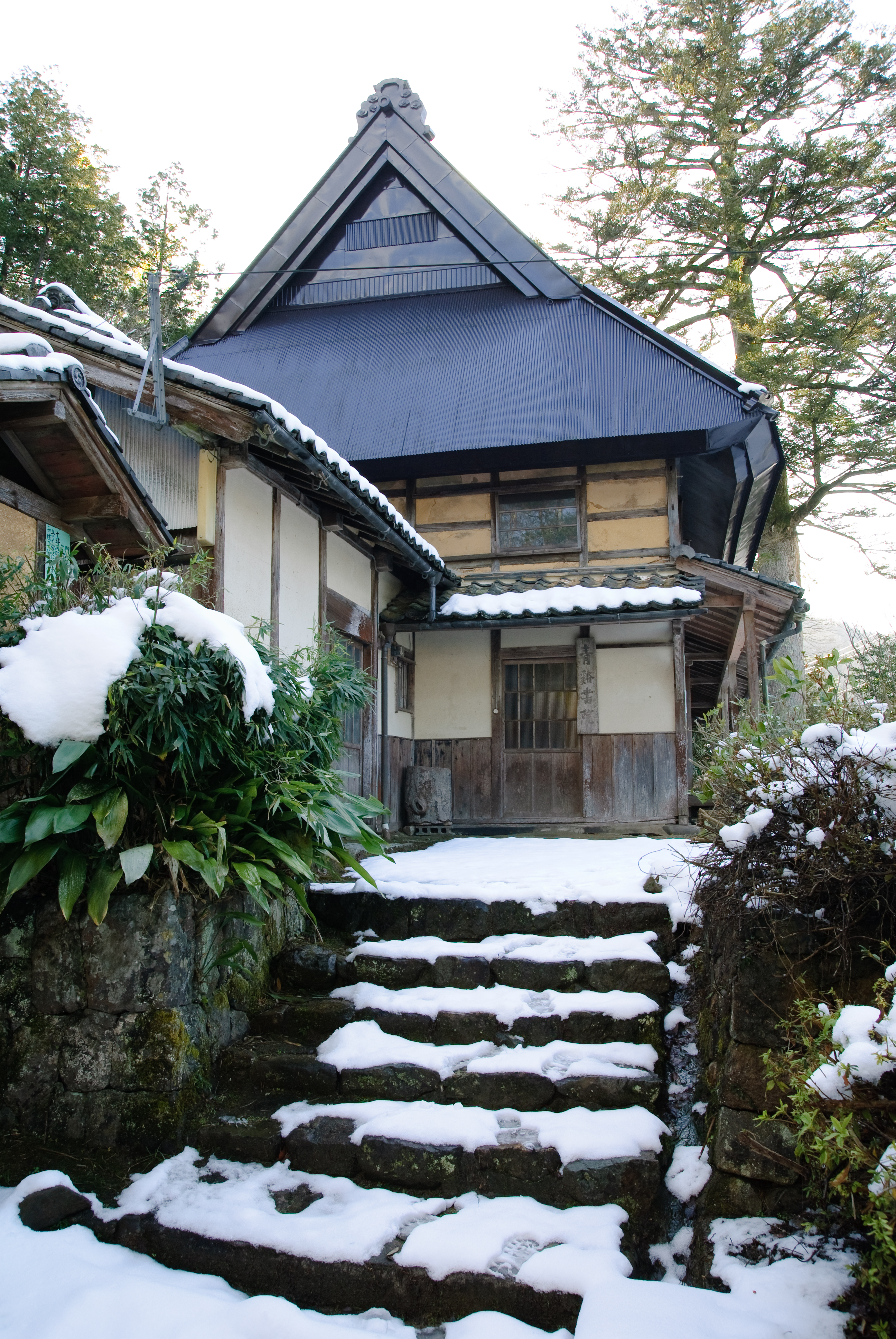
青谿書院（兵庫県養父市八鹿町）

西村 哲二郎（にしむら てつじろう、天保15年（1844年） - 慶応2年7月27日（1866年9月5日））は、江戸時代末期（幕末）の但馬国の志士。変名は太田二郎。
天保15年（1844年）生まれ。池田草庵の門下。
但馬国の郷士。文久3年（1863年）生野の変に武器周旋方として参加。第2次幕長戦争では、徳山集義隊にくわわって転戦。隊長と対立し、慶応2年（1866年）7月27日自刃した。23歳。
明治40年（1907年）贈従五位。